# Alte Synagoge (Velké Meziříčí)

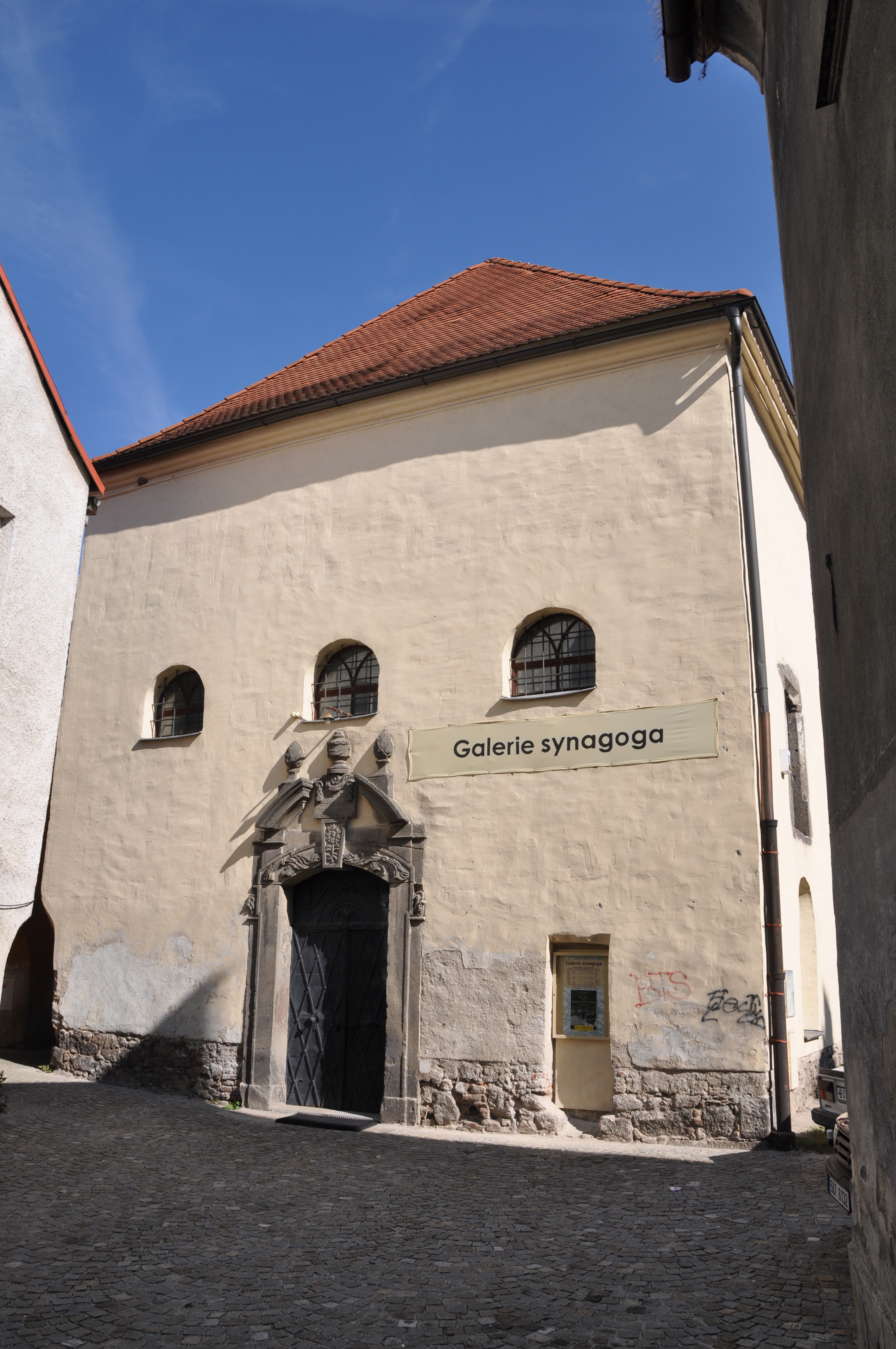
Alte Synagoge in Velké Meziříčí

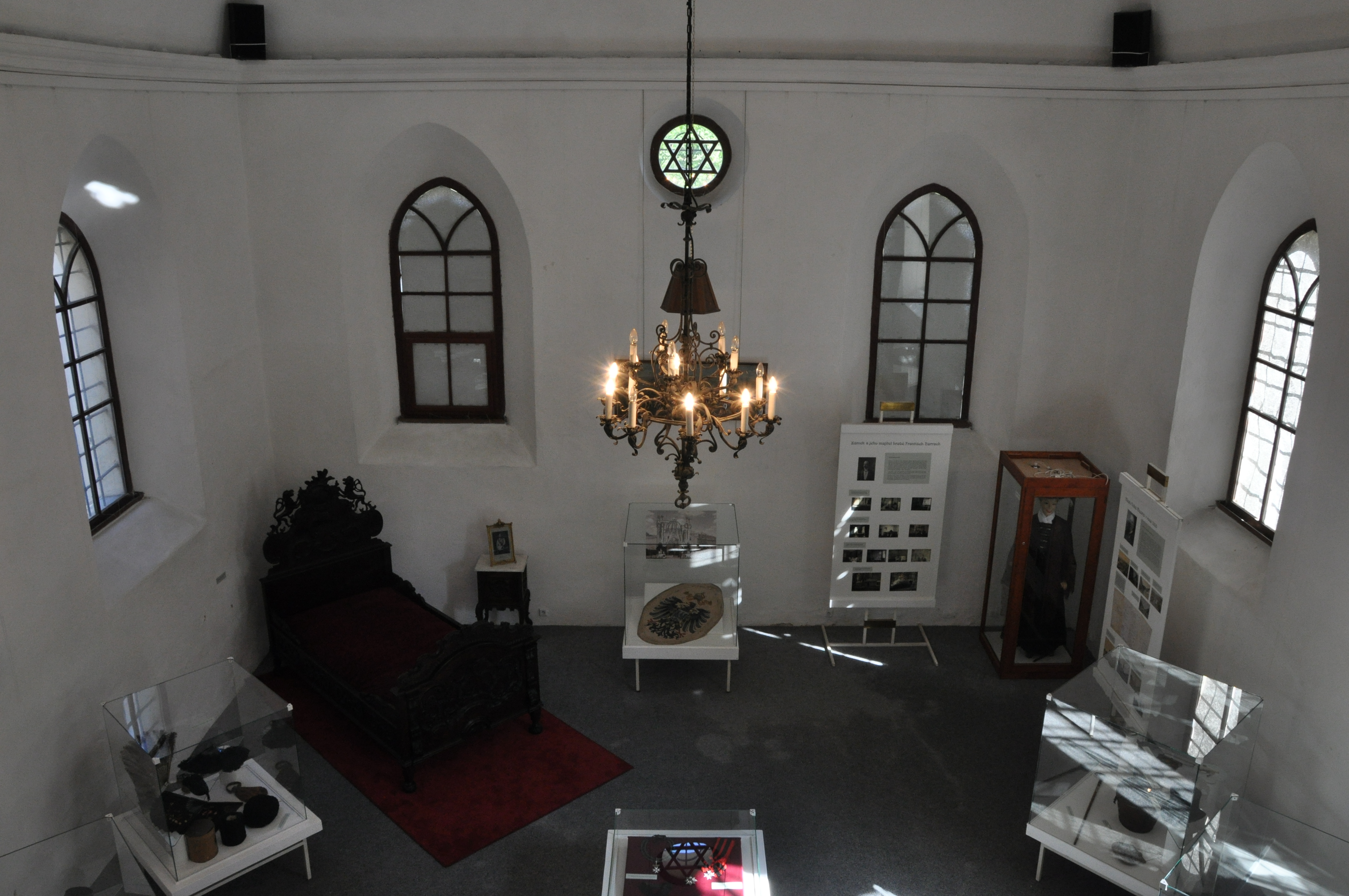
Innenansicht

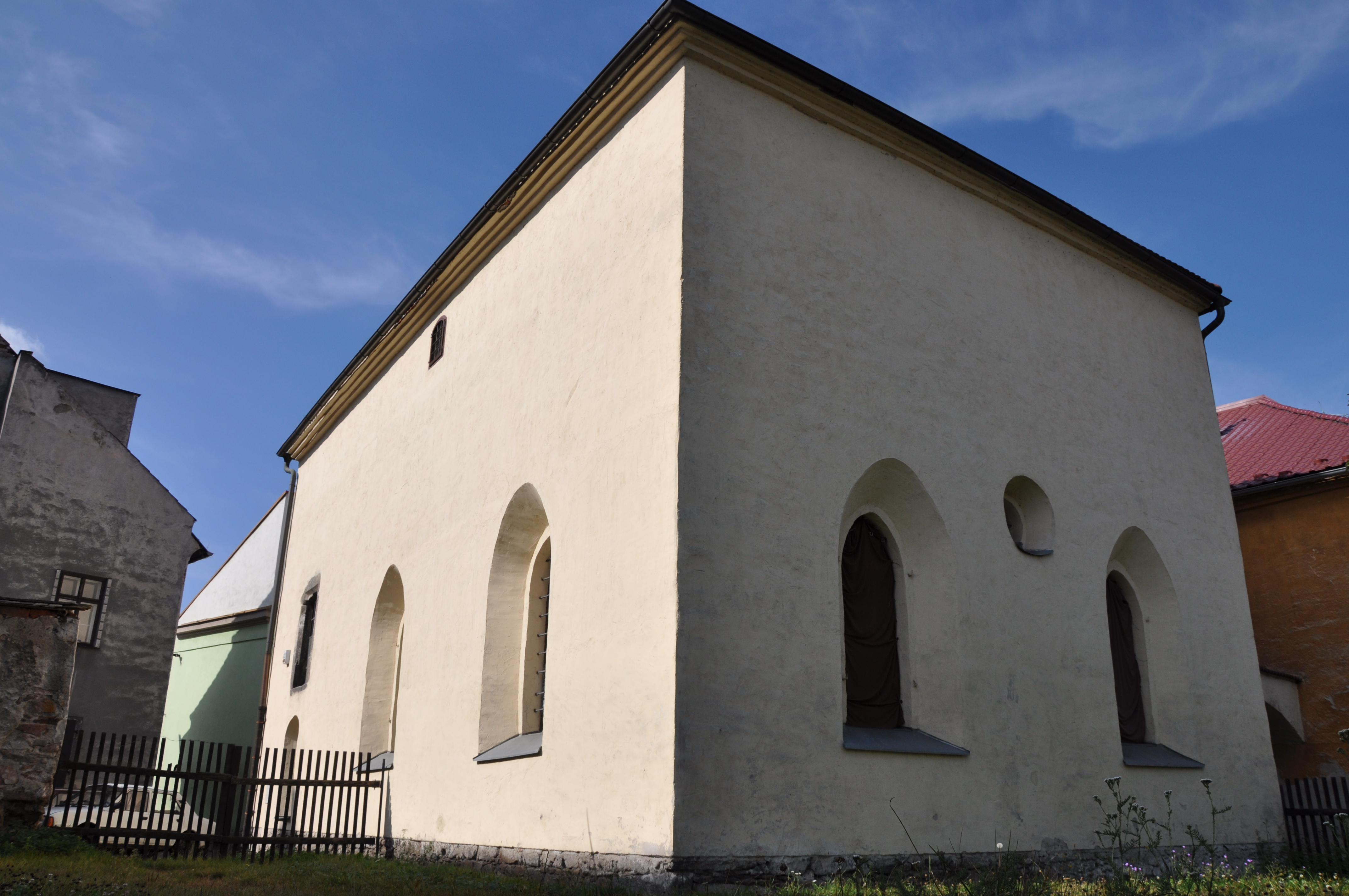
Rückseite der Synagoge

Die Alte Synagoge in Velké Meziříčí (deutsch Groß Meseritsch), einer Stadt im Okres Žďár nad Sázavou in Tschechien, wurde 1695 errichtet. Die profanierte Synagoge in der Straße Novosady ist seit 1988 ein geschütztes Kulturdenkmal.

## Beschreibung
Die Synagoge entstand neben einer älteren kleineren Synagoge. In der Synagoge gab es 85 Plätze für Männer und 63 für Frauen, die von außen über eine besondere Treppe die Frauenempore erreichten. Durch ein barockes Portal gelangt man in das Gebäude.
In unmittelbarer Nähe steht die 1868 bis 1870 errichtete Neue Synagoge.

## Heutige Nutzung
In der ehemaligen Synagoge ist ein jüdisches Museum eingerichtet, das die Geschichte der Juden in der Region darstellt.